# Distrikt Coasa
Der Distrikt Coasa (auch Coaza) liegt in der Provinz Carabaya in der Region Puno in Südost-Peru. Der Distrikt besitzt eine Fläche von 3116 km². Beim Zensus 2017 wurden 6881 Einwohner gezählt. Im Jahr 1993 betrug die Einwohnerzahl 6684, im Jahr 2007 12.097. Sitz der Distriktverwaltung ist die 3783 m hoch gelegene Kleinstadt Coasa mit 3641 Einwohnern (Stand 2017). Coasa befindet sich etwa 45 km ostnordöstlich der Provinzhauptstadt Macusani.

## Geographische Lage
Der Distrikt Coasa befindet sich im Nordosten der Provinz Carabaya. Die Längsausdehnung in Nord-Süd-Richtung beträgt 100 km, die maximale Breite liegt bei etwa 45 km. Die Höhenkämme der peruanischen Ostkordillere durchziehen den Distrikt. Der Distrikt ist in einen südlichen und in einen nördlichen Teil gegliedert. Der Río Inambari durchquert den Distrikt mittig in westlicher Richtung und entwässert dabei den südlichen Teil des Distrikts. Im zentralen Osten wird der Distrikt von den Flüssen Río Limbani und Río Inambari begrenzt. Der Norden wird über den Río Tavara nach Nordosten zum Río Tambopata entwässert.
Der Distrikt Coasa grenzt im Süden an den Distrikt Usicayos, im Südwesten an den Distrikt Ajoyani, im Westen an die Distrikte Ituata und Ayapata, im Norden an den Distrikt Inambari (Provinz Tambopata) sowie im Osten an den Distrikt Limbani (Provinz Sandia).

## Ortschaften
Im Distrikt gibt es neben dem Hauptort folgende größere Ortschaften:
- Ayusuma (228 Einwohner)
- Campamento (222 Einwohner)
- Esquena (407 Einwohner)
- Tahuana (243 Einwohner)
- Uchuhuma (233 Einwohner)

## Im Distrikt Coasa geboren
- Martín Chambi Jiménez (1891–1973), Fotograf